# زنترالبلات الرياضية
زنترالبلات الرياضية (بالإنكليزية:Zentralblatt MATH) وتعرف اختصاراً (zbMATH) وهي خدمة مراجعة دولية كبرى تقدم مراجعات وملخصات للمقالات في الرياضيات البحتة والتطبيقية، من إنتاج مكتب برلين التابع لـ معهد لايبنيز للبنية التحتية للمعلومات المحدودة المعروف اختصاراً (FIZ Karlsruhe) في كارلسروه، أما المحررون هم أعضاء الجمعية الرياضية الأوروبية المعروفة اختصاراً (EMS)، وأعضاء معهد لايبنيز للبنية التحتية للمعلومات المحدودة، وأكاديمية هايدلبرغ للعلوم. ويتم توزيع (zbMATH) بواسطة (سبرينغر العلوم ووسائل الإعلام التجارية) حيث تستخدم أكواد تصنيف مواضيع الرياضيات لتنظيم المراجعات حسب الموضوع.

## التاريخ
بادر علماء الرياضيات ريتشارد كورانت وأوتو نيوجباور وهارالد بور مع الناشر فرديناند سبرينغر في تأسيس مجلة جديدة للمراجعة الرياضية. أما هارالد بور فهو شقيق الفيزيائي الشهير نيلز بور والذي عمل في كوبنهاغن، وكان كل من كورانت ونيوجباور أساتذة في جامعة غوتينغن في ذلك التوقيت.
وكان غوتنغن يعتبر أحد الأماكن المركزية للبحث في في مجال الرياضيات، حيث تم تعيين عدد من علماء الرياضيات مثل ديفيد هيلبرت وهيرمان مينكوفسكي وكارل رونج وفيليكس كلاين، الذي يعد أفضل منظمي تصنيف الرياضيات والفيزياء في جوتنجن. وقد تحقق حلمه في بناء معهد رياضي مستقل بمكتبة مرجعية واسعة وغنية بعد أربع سنوات من وفاته، ويعود الفضل في هذا الإنجاز بشكل خاص إلى ريتشارد كورانت الذي تمكن من أقناع مؤسسة روكفلر بالتبرع بمبلغ كبير من المال لبناء هذه المنظومة.
وقد تأسست هذه الخدمة في عام 1931 على يد أوتو نيوجباور تحت اسم (المجلة المركزية للرياضيات والمناطق الحدودية، بالألمانية:Zentralblatt für Mathematik und ihre Grenzgebiete). والتي احتوت على البيانات الببليوغرافية لجميع المقالات والكتب الرياضية التي يتم نشرها، جنبًا إلى جنب مع مراجعات الأقران التي قام بها علماء الرياضيات في جميع أنحاء العالم. وفي مقدمة المجلد الأول تمت صياغة مقاصد زنترالبلات على النحو التالي:
«تهدف المجلة المركزية للرياضيات والمناطق الحدودية إلى نشر مراجعات الأبحاث العالمية بأكملها في الرياضيات والمجالات المتعلقة بها بطريقة فعالة وموثوقة والتي تصدر بشكل شهري عن المراكز البحثية، وكما يوحي الاسم فإن التركيز الرئيسي للمجلة هو الرياضيات. ومع ذلك، فإن المجالات التي ترتبط ارتباطًا وثيقًا بالرياضيات سيتم التعامل معها بشكل منهجي مثل الرياضيات البحتة.»
كان لدى زنترالبلات والكتاب السنوي نفس الأجندة فيما يتعلق بالمضمون والمحتوى، لكن زنترالبلات كانت تنشر مجموعة أعداد من المجلة سنويًا وذلك بمجرد توفر عدد كافٍ من المراجعات ويكون ذلك عادة في فترة ثلاثة أو أربعة أسابيع على الأغلب.
في أواخر الثلاثينيات من القرن العشرين بدأت زنترالبلات في رفض بعض المراجعين اليهود وبسبب هذا الأمر استقال عدد من المراجعين في إنجلترا والولايات المتحدة احتجاجًا، مما جعلهم يساعدون بعضهم في البدء بمشروع «المراجعات الرياضية» وهو منشور منافس.
تم تقديم النموذج الإلكتروني تحت اسم (INKA-MATH) وهو اختصار:
(Information System Karlsruhe-Database on Mathematics) والتي تعني (نظام معلومات كارلسروه- قاعدة البيانات في الرياضيات) وذلك منذ عام 1980 تقريباً، تم اختصار الاسم لاحقًا إلى ما يعرف حالياً: Zentralblatt MATH.

## الخدمات
تتوفر خدمة استخراج المراجعات من (Zentralblatt MATH) وذلك من خلال (سرد موجز للمحتويات) للمقالات الحالية وأوراق المؤتمرات والكتب والمنشورات المتعلقة في مجال الرياضيات وتطبيقاتها والمجالات الأخرى ذات الصلة، كذلك فإن معظم المراجعات متوفرة باللغة الإنجليزية مع مدخلات عرضية باللغتين الألمانية والفرنسية والمراجعون هم متطوعون تمت دعوتهم من قبل المحررين بناءً على عملهم المنشور أو توصية من قبل مراجع حالي.
كما يوفر (Zentralblatt MATH) خدماته عبر الويب أو في على شكل مطبوعات، كما تستعرض الخدمة أكثر من 2300 مجلة ودورية من جميع أنحاء العالم، بالإضافة إلى الكتب وأحداث المؤتمرات. ويتم تحرير (Zentralblatt MATH) الآن من قبل الجمعية الرياضية الأوروبية ومعهد لايبنيز للبنية التحتية للمعلومات المحدودة وأكاديمية هايدلبرغ للعلوم.
تضم قاعدة بيانات Zentralblatt أيضًا 200.000 مدخل منشور سابقاً تحت اسم (الكتاب السنوي المتقدم في الرياضيات) (بالألمانية:Jahrbuch über die Fortschritte der Mathematik) واختصاره (JFM) والذي يضم بيانات منذ عام 1868 وحتى عام 1942 والذي تمت إضافته في عام 2003م.
واعتبارًا من يناير 2021 يمكن الوصول إلى قاعدة البيانات الكاملة بشكل مجاني. أما في السابق كانت السجلات الثلاثة الأولى متاحةً فقط في عملية البحث بدون اشتراك.